# Skumticka
Skumticka (Sarcodontia spumea) är en svampart som först beskrevs av James Sowerby, och fick sitt nu gällande namn av Spirin 2001. Sarcodontia spumea ingår i släktet Sarcodontia och familjen Meruliaceae.   Inga underarter finns listade i Catalogue of Life.
I den svenska databasen Dyntaxa används istället namnet Spongipellis spumeus för samma taxon.  Arten är reproducerande i Sverige.